# Lotto-Belisol/2012
Deze pagina geeft een overzicht van Lotto-Belisol in 2012. Het team is dit seizoen een van de 18 teams die het recht hebben, maar ook de plicht, deel te nemen aan alle wedstrijden van de UCI World Tour.

## Algemene gegevens
Sponsors: Belgische Nationale Loterij, AA Drink, Ridley, Belisol, Continental, Adecco
Algemeen Manager: Bill Olivier
Teammanager: Marc Sergeant
Ploegleiders: Herman Frison, Jean-Pierre Heynderickx, Marc Wauters, Bart Leysen, Michiel Elijzen, Mario Aerts
Fietsmerk: Ridley
Kleding: Vermarc
Budget: 10 miljoen euro
Kopmannen: André Greipel, Jürgen Roelandts, Jurgen Van den Broeck, Jelle Vanendert

## Renners
| Naam                        | Geboortedatum | Nationaliteit | Ploeg 2011                         |
| --------------------------- | ------------- | ------------- | ---------------------------------- |
| Lars Ytting Bak             | 16-01-1980    | Denemarken    | Team HTC-High Road                 |
| Gaetan Bille                | 06-04-1988    | België        | Wallonie Bruxelles-Crédit Agricole |
| Brian Bulgaç                | 07-04-1988    | Nederland     | Omega Pharma-Lotto-Davo            |
| Sander Cordeel              | 07-11-1987    | België        | Colba - Mercury                    |
| Jens Debusschere            | 28-08-1989    | België        |                                    |
| Bart De Clercq              | 26-08-1986    | België        |                                    |
| Francis De Greef            | 02-02-1985    | België        |                                    |
| Kenny Dehaes                | 10-11-1984    | België        |                                    |
| Gert Dockx                  | 04-07-1988    | België        |                                    |
| André Greipel               | 16-07-1982    | Duitsland     |                                    |
| Adam Hansen                 | 11-05-1981    | Australië     |                                    |
| Greg Henderson              | 09-10-1976    | Nieuw-Zeeland | Sky ProCycling                     |
| Olivier Kaisen              | 30-04-1983    | België        |                                    |
| Gianni Meersman             | 05-12-1985    | België        | FDJ                                |
| Maarten Neyens              | 01-03-1985    | België        |                                    |
| Vicente Reynés              | 30-07-1981    | Spanje        |                                    |
| Fréderique Robert           | 25-01-1986    | België        | Quick-Step Cycling Team            |
| Jürgen Roelandts            | 02-07-1985    | België        |                                    |
| Marcel Sieberg              | 30-04-1982    | Duitsland     |                                    |
| Mahdi Sohrabi               | 12-10-1981    | Iran          | Tabriz Petrochemical Team          |
| Tosh Van der Sande          | 28-11-1990    | België        | omega-pharma-lotto-Davo            |
| Jurgen Van De Walle         | 09-02-1977    | België        |                                    |
| Dennis Vanendert            | 27-06-1988    | België        | neo                                |
| Jelle Vanendert             | 19-02-1985    | België        |                                    |
| Joost van Leijen            | 20-07-1984    | Nederland     | Vacansoleil-DCM                    |
| Jonas Van Genechten         | 16-09-1986    | België        | Wallonie Bruxelles-Crédit Agricole |
| Tim Wellens (vanaf 01/07)   | 10-05-1991    | België        | U23-neo                            |
| Jurgen Van den Broeck       | 01-03-1983    | België        |                                    |
| Frederik Willems            | 08-09-1979    | België        |                                    |
| Stagiairs                   |               |               |                                    |
| Thomas Sprengers (stagiair) | 05-02-1990    | België        |                                    |
| Wouter Wippert (stagiair)   | 14-08-1990    | Nederland     |                                    |

## Belangrijke overwinningen World Tour Team
| Jayco Bay Cycling Classic 1e etappe: Gregory Henderson Cancer Council Classic Winnaar: André Greipel Tour Down Under 1e etappe: André Greipel 3e etappe: André Greipel 6e etappe: André Greipel Ronde van Oman 1e etappe: André Greipel 4e etappe: André Greipel Ronde van de Algarve 1e etappe: Gianni Meersman Parijs-Nice 4e etappe: Gianni Meersman Driedaagse van De Panne-Koksijde Bergklassement: Tosh Van der Sande GP Pino Cerami Winnaar: Gaëtan Bille Ronde van Turkije 2e etappe: André Greipel | Ronde van Italië 12e etappe: Lars Bak Ronde van België 1e etappe: André Greipel 2e etappe: André Greipel 3e etappe: André Greipel Puntenklassement: André Greipel Ronde van Luxemburg 1e etappe: André Greipel 2e etappe: André Greipel 4e etappe: Jürgen Roelandts Puntenklassement: André Greipel ProRace Berlin Winnaar: André Greipel Ster ZLM Toer 2e etappe: André Greipel Ploegenklassement Ronde van Frankrijk 4e etappe: André Greipel 5e etappe: André Greipel 13e etappe: André Greipel | Ronde van Bochum Winnaar: Marcel Sieberg Ronde van Denemarken 1e etappe: André Greipel 2e etappe: André Greipel GP Fourmies Winnaar: Lars Bak Grote Prijs Impanis-Van Petegem Winnaar: André Greipel Eurométropole Tour 1e etappe: Jürgen Roelandts Eindklassement: Jürgen Roelandts |

1985 · 1986 · 1987 · 1988 · 1989 · 1990 · 1991 · 1992 · 1993 · 1994 · 1995 · 1996 · 1997 · 1998 · 1999 · 2000 · 2001 · 2002 · 2003 · 2004 · 2005 · 2006 · 2007 · 2008 · 2009 · 2010 · 2011 · 2012 · 2013 · 2014 · 2015 · 2016 · 2017 · 2018 · 2019 · 2020 · 2021 · 2022 · 2023 · 2024 · 2025
AG2R-La Mondiale · Astana · BMC Racing Team · Euskaltel-Euskadi · FDJ-Big Mat · Team Garmin-Sharp-Barracuda · Katjoesja · Lampre-ISD · Liquigas-Cannondale · Lotto-Belisol · Team Movistar · Omega Pharma-Quick Step · Orica-GreenEdge · Rabobank · RadioShack-Nissan-Trek · Saxo Bank-Tinkoff Bank · Sky ProCycling · Vacansoleil-DCM